# Мегарска филозофска школа
Мегарска филозофска школа је цветала у 4. веку пре нове ере. Основиач школе је Еуклид из Мегаре, један од Сократових ученика.
Етичка учења школе су изведена од Сократа, признавајући једно јединствено добро, које је очигледно било комбиновано са елеатском доктрином о јединству. Неки од Еуклидових наследника развили су логику до те мере да су постали посебна школа, позната као дијалектичка школа. Њихов рад на модалној логици, логичким кондиционалима и пропозиционој логици играо је важну улогу у развоју логике у антици.
Мло је вероватно да је мегарска школа била институција у конвенционалном смислу, већ се назив више односи на опис места одакле потиче, попут аустријске економске школе. Шкла није имала јединствену филозофску позицију. Речено је да су филозофи школе прво названи Мегарима, а да су касније названи Еристичанима, а потом и дијалектичарима, али је вероватно да су ова имена означавала отцепљене групе које се разликују од Мегарске школе. Поред Ихтије, Еуклидови најважнији ученици били су Еубулид из Милета  и Клиномах из Турија. Изгледа да је под Клиномахом основана посебна дијалектичка школа која је стављала велики нагласак на логику и дијалектику, а за Клиномаха је речено да је „први писао о пропозицијама и предикатима“. Међутим, сам Еуклид је предавао логику, а његов ученик Еубулид, који је био познат по коришћењу славних парадокса, био је учитељ неколико каснијих дијалектичара.
Преко Стилпоа, каже се да је мегарска школа утицала на еретријску школу под Менедемом и Асклепијадом; Пирона, оснивач пиронизма; и Зенон из Китијума, оснивач стоицизма. За Зенона је речено да је учио код Стилпа и Диодора Крона  и да је расправљао са Филоном Дијалектичаром.
Поред проучавања логичких загонетки и парадокса, дијалектичари су направили две важне логичке иновације, преиспитивањем модалне логике и покретањем важне дебате о природи условних исказа . Својим развојем пропозиционалне логике, дијалектичка школа је одиграла важну улогу у развоју логике, која је била важан претходник стоичке логике.